# Estrella del Sur (astronomía)

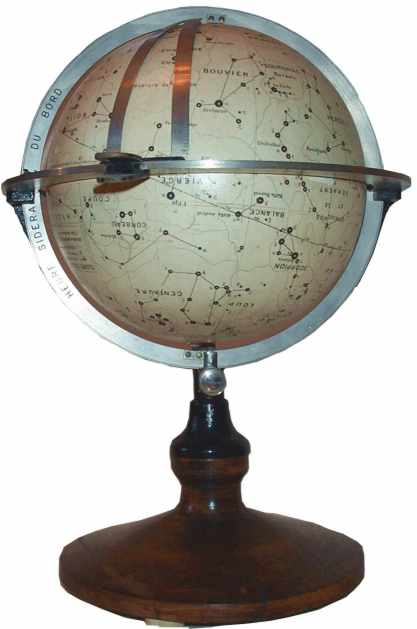
Un globo celestre francés para navegación marítima.

El término, "estrella del sur" o "estrella polar austral" se refiere a la estrella más cercana al polo sur celeste de la Tierra. Actualmente, a simple vista corresponde a Sigma Octantis, a 1º de separación angular del polo, aunque su magnitud aparente de 5.45 la hace inútil para la navegación a diferencia de Polaris (2ª magnitud) en el polo norte.
Aunque el polo sur carece de señalamiento de una estrella brillante, los cambios debidos a la precesión harán que otras estrellas lo hagan en el futuro. Por ejemplo, dentro de 7500 años estará cerca de Gamma Chamaeleontis (4200 d. C.), I Carinae, Omega Carinae (5800 d. C.), Ípsilon Carinae, Iota Carinae (Aspidiske, 8100 D.C.) y Delta Velorum (Alsephina, 9200 D.C.).
Algo similar sucede con los demás planetas de nuestro sistema solar.